# Sidse Babett Knudsen

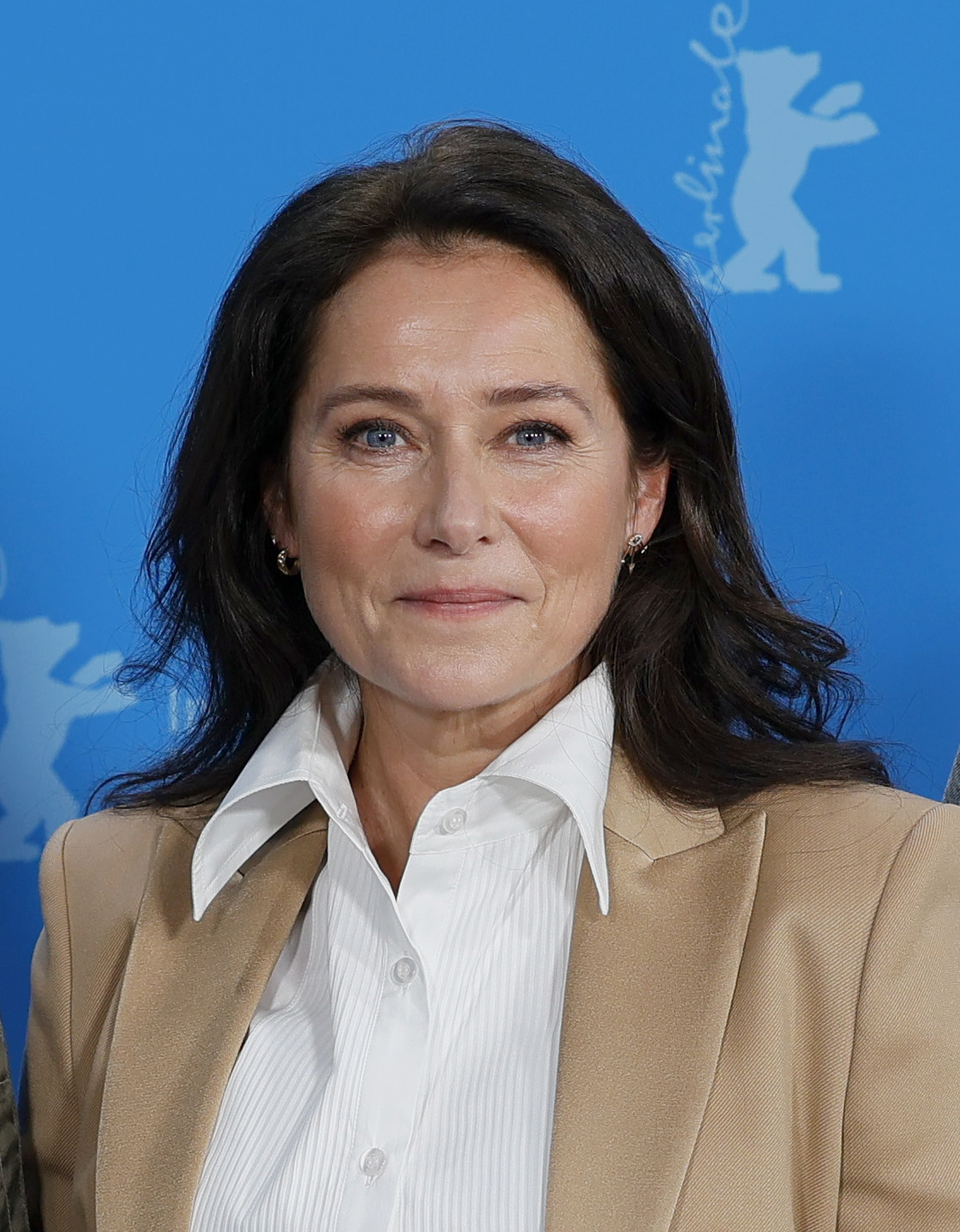
Sidse Babett Knudsen (2024)

Sidse Babett Knudsen ([ˈsisə bæbɛt ˈkʰnusn̩], * 22. November 1968 in Kopenhagen) ist eine dänische Schauspielerin.

## Leben
Die Tochter eines Fotografen und einer Lehrerin lebte während ihrer Kindheit einige Jahre in Tansania, wo ihre Eltern ehrenamtlich arbeiteten. Sie absolvierte ihre Schauspielausbildung von 1987 bis 1990 am Théâtre de L’Ombre in Paris. In den 1990er Jahren war Knudsen Mitglied der Theatergruppe FÅR 302, danach folgten Theaterauftritte an Kopenhagener Schauspielhäusern. Parallel dazu wirkte sie in ersten skandinavischen Film- und Fernsehproduktionen mit.
Im Jahr 1997 erhielt sie für die Hauptrolle in Jonas Elmers Drama Let’s Get Lost die wichtigsten dänischen Filmpreise, die Bodil und den dänischen Robert. Zwei Jahre später gewann sie beide Auszeichnungen ein weiteres Mal für Susanne Biers romantische Komödie Der einzig Richtige (1999).
Einem größeren Kinopublikum wurde sie durch die Rolle der Helene in Biers Oscar-nominiertem Beziehungsdrama Nach der Hochzeit bekannt, für die sie auf dem Nordischen Filmfestival in Rouen den Darstellerpreis erhielt und erneut für eine Bodil und einen Robert nominiert wurde. Internationale Bekanntheit brachte ihr die Hauptrolle in der hochgelobten dänischen Fernsehserie Borgen – Gefährliche Seilschaften, in der sie von 2010 bis 2013 in drei Staffeln die fiktive erste dänische Ministerpräsidentin verkörperte. Für ihre Rolle in L’hermine wurde sie 2016 mit einem César als Beste Nebendarstellerin ausgezeichnet. Im selben Jahr trat sie in der Hollywood-Großproduktion Inferno aus der Dan-Brown-Reihe um Robert Langdon an der Seite von Tom Hanks auf. Ein Jahr später wurde sie für ihre Darstellung der französischen Pneumologin Irène Frachon in Die Frau aus Brest (La fille de Brest, Regie: Emmanuelle Bercot) für den César als Beste Hauptdarstellerin nominiert.
Im Februar 2022 startete im dänischen Sender DR die vierte Staffel von Borgen, in der Knudsen erneut die Hauptrolle übernahm.
Knudsen hat einen 2004 geborenen Sohn. Sie spricht neben ihrer Muttersprache Dänisch auch fließend Englisch und Französisch.

## Filmografie (Auswahl)
- 1995: Juletestamentet (Fernsehserie, 23 Folgen)
- 1996: Charlot og Charlotte (Miniserie)
- 1997: Let’s Get Lost
- 1997: Thérapie russe
- 1997: En stille død (Kurzfilm)
- 1997: Fanny Farveløs (Kurzfilm)
- 1997: Drengen de kaldte Kylling (Miniserie)
- 1997: Taxa (Fernsehserie, 1 Folge)
- 1997: Gufol mysteriet (Fernsehserie, 1 Folge)
- 1998: Motello
- 1998: Strisser på Samsø (Fernsehserie, 2 Folgen)
- 1999: Der einzig Richtige (Den eneste ene)
- 1999: Mifune – Dogma III (Mifunes sidste sang)
- 2000: Miracle – Ein Engel für Dennis P. (Mirakel)
- 2000: Max
- 2001: Chop Chop
- 2001: Monas Welt (Monas verden)
- 2002: Drengen der ville gøre det umulige
- 2003: Alt, neu, geliehen und blau (Se til venstre, der er en Svensker)
- 2003: Dogville : The Pilot (Kurzfilm)
- 2004: Villa Paranoia
- 2004: Der Fakir (Fakiren fra Bilbao)
- 2004: Bjørno & Bingo (Kurzfilm)
- 2004: Proof (Fernsehserie, 4 Folgen)
- 2006: Nach der Hochzeit (Efter brylluppet)
- 2007: Til døden os skiller
- 2008: Blå mænd
- 2009: Over gaden under vandet
- 2009: Æblet & ormen
- 2010: Parterapi
- 2010–2013: Borgen – Gefährliche Seilschaften (Borgen, Fernsehserie, 30 Folgen)
- 2012: Sover Dolly på ryggen?
- 2014: The Duke of Burgundy
- 2014: Speed Walking (Kapgang)
- 2014: 1864 – Liebe und Verrat in Zeiten des Krieges (1864, Fernsehserie, 6 Folgen)
- 2015: L’hermine
- 2016: Ein Hologramm für den König (A Hologram for the King)
- 2016: Die Frau aus Brest (La Fille de Brest)
- 2016: Inferno
- 2016: Westworld (Fernsehserie, 6 Folgen)
- 2017: Ikitie
- 2017: Philip K. Dick’s Electric Dreams (Fernsehserie, Folge 1x04)
- 2017: The Eternal Road
- 2018: Die Simpsons (The Simpsons, Stimme, 1 Folge)
- 2018: Vitello (Fernsehserie, 13 Folgen)
- 2018: Das blutrote Kleid (In Fabric)
- 2019: Kaptajn Bimse
- 2019: Espen und die Legende vom goldenen Schloss (Askeladden - I Soria Moria slott)
- 2019: Ausnahme (Undtagelsen)
- 2019: Das Rätsel (Les Traducteurs)
- 2019: The Accident (Miniserie)
- 2020: Wildland (Kød & Blod)
- 2020: Limbo
- 2020: Roadkill (Miniserie)
- 2021: Ted Lasso (Fernsehserie, eine Folge)
- 2022: Borgen – Macht und Ruhm (Borgen – Riget, Magten og Æren, Fernsehserie, 8 Folgen)
- 2023: Club Zero
- 2024: Die Wärterin (Vogter)
- 2024: Le fil
- 2025: Prime Finder (Prime Target, Fernsehserie, 7 Folgen)
- 2025: L’inconnu de la Grande Arche
- 2025: 13 jours, 13 nuits

## Auszeichnungen
- 1998: Bodil für Let’s Get Lost (Beste Hauptdarstellerin)
- 1998: Robert für Let’s Get Lost (Beste Hauptdarstellerin)
- 2000: Bodil für Der einzig Richtige (Beste Hauptdarstellerin)
- 2000: Robert für Der einzig Richtige (Beste Hauptdarstellerin)
- 2007: Darstellerpreis des Festival du cinéma nordique für Nach der Hochzeit
- 2007: Zulu Award für Nach der Hochzeit (Beste Hauptdarstellerin)
- 2009: Zulu Award für Blå mænd (Beste Nebendarstellerin)
- 2011: Goldene Nymphe des Festival de Télévision de Monte-Carlo für Borgen – Gefährliche Seilschaften (Beste Darstellerin – Dramaserie)
- 2011: Zulu Award für Parterapi (Beste Hauptdarstellerin)
- 2012: British Academy Television Award für Borgen – Gefährliche Seilschaften (Beste internationale Fernsehserie – gemeinsam mit Søren Kragh-Jacobsen, Jeppe Gjervig Gram und Adam Price)
- 2012: Lauritzen-Preis[3]
- 2016: César, Beste Nebendarstellerin, für L’hermine
- 2017: Jussi, Beste Nebendarstellerin für Ikitie
- 2022: Rose d’Or für Borgen
- 2025: Bodil für Die Wärterin